# آلیستر اروین
آلیستر اروین (انگلیسی: Alistair Irwin؛ زادهٔ ۲۷ اوت ۱۹۴۸) فرد نظامی اهل بریتانیا است. وی همچنین برندهٔ جوایزی همچون نشان حمام و نشان امپراتوری بریتانیا شده‌است.